# Saul Rosolio

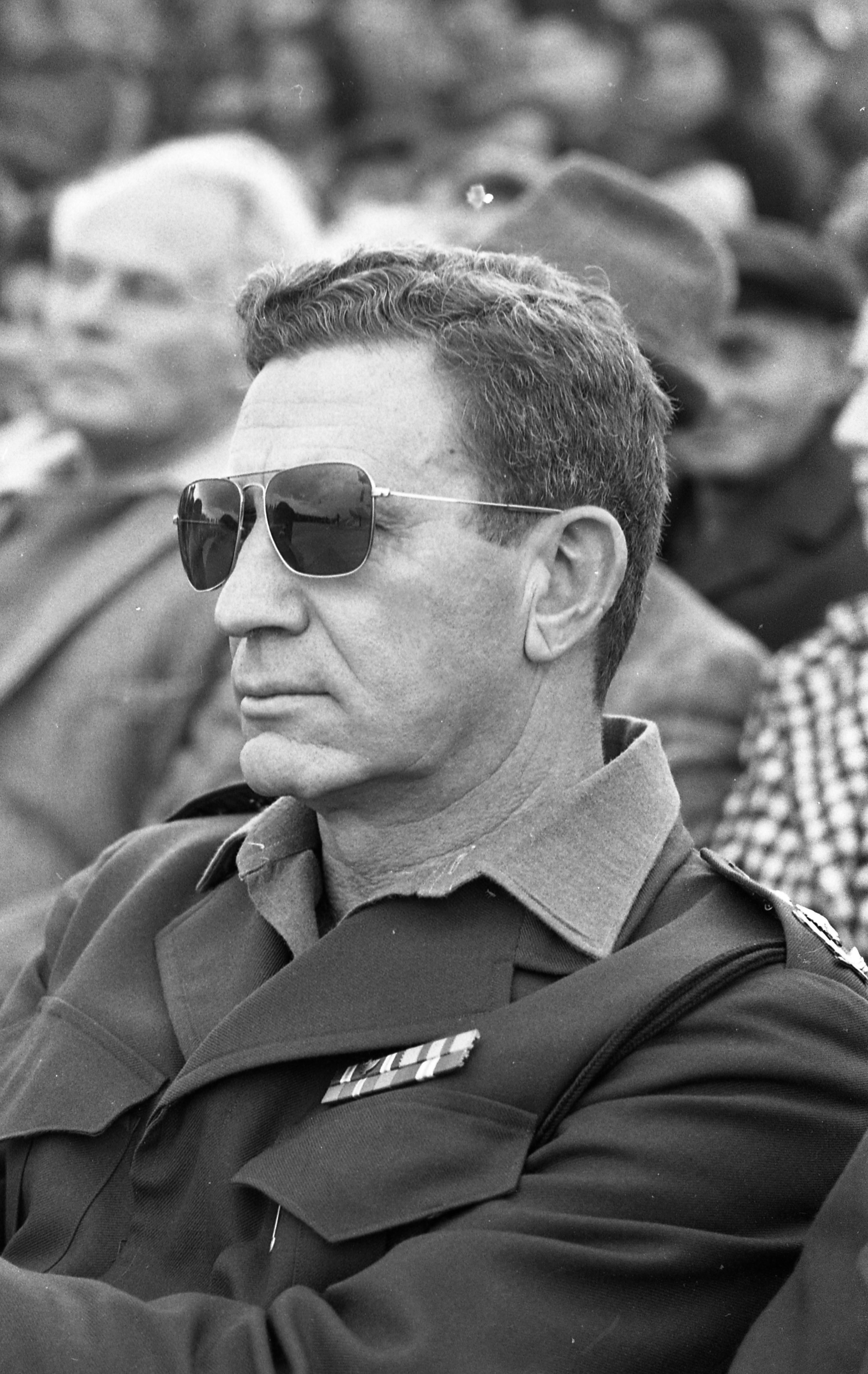
Rosolio (1972)

Saul Rosolio (* 12. August 1923 in Tel Aviv; † März 1992) war ein israelischer Botschafter.

## Leben
Seine Eltern waren Dora (Theodora) Arlosoroff, eine Schwester von Chaim Arlosoroff, und David (Werner) Rosolio (* 1898 in Berlin). Von 1942 bis 1946 war Saul Rosolio Mitglied der Hagana und der Jewish Settlement Police. 1948 trat er der neugegründeten Mischteret Jisrael, bei dieser wurde auf verschiedenen Stellen eingesetzt und machte schnell Karriere. 1961 wurde er zum Befehlshaber der Polizei in Jerusalem ernannt. Rosolio war von 1972 bis 1976 Oberbefehlshaber der israelischen Polizei und Grenzwachen. Nach seinem Rückzug aus der Polizei wurde er 1977 israelischer Botschafter in Mexiko. Rosolio wurde nach dem Tod von Ernesto Liebes im Januar 1979 auch in El Salvador akkreditiert. Am 11. Dezember 1979 wurde ein Bombenanschlag auf die israelische Botschaft in San Salvador ausgeführt, worauf diese geschlossen wurde. Saul Rosolio starb 1992 an einem Herzinfarkt.